# فیلیپ کوبا
فیلیپ کوبا (انگلیسی: Filip Kuba؛ زادهٔ ۲۹ دسامبر ۱۹۷۶) بازیکن هاکی روی یخ اهل جمهوری چک است.
از باشگاه‌هایی که در آن بازی کرده‌است می‌توان به تمپا بی لایتنینگ اشاره کرد.